# Louis Albert Guislain Bacler d’Albe

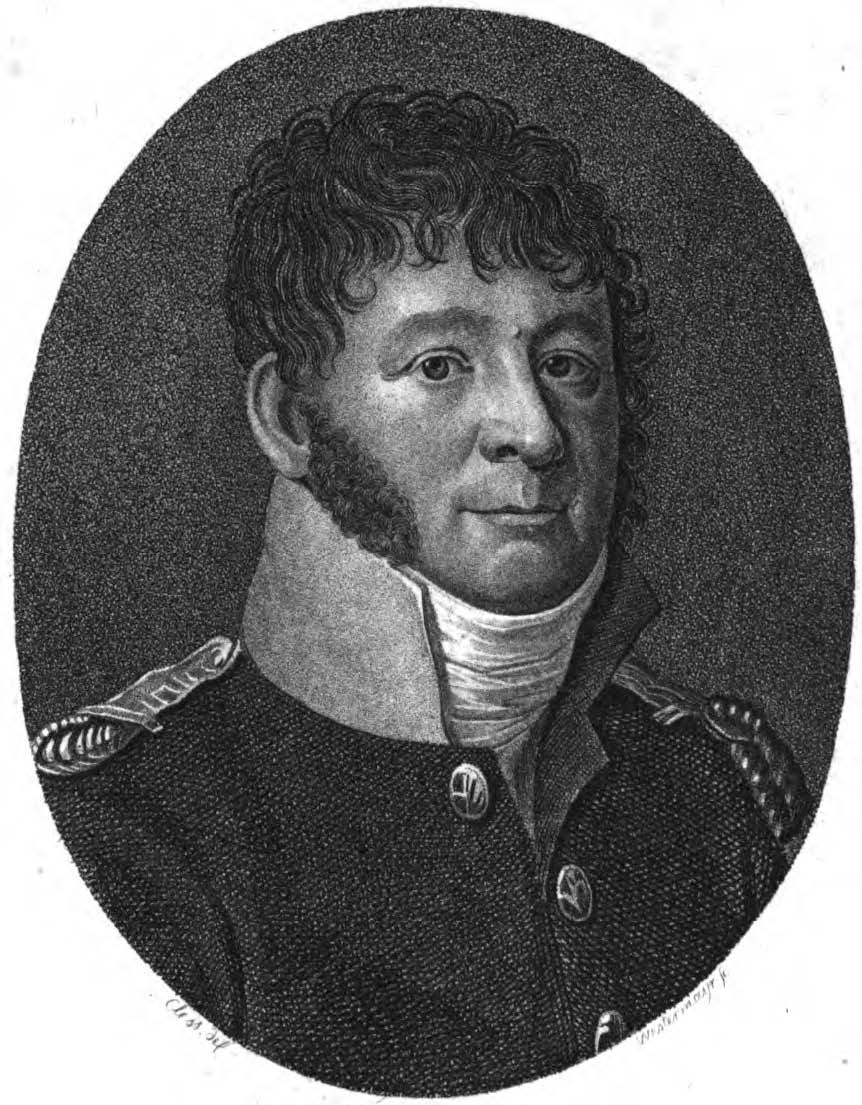
Louis Albert Guislain Bacler d’Albe, Porträt von 1805.

Louis Albert Guislain Bacler d’Albe ([båk´laiʀ dålb]) (* 21. Oktober 1761 in Saint-Pol-sur-Ternoise; † 13. September 1824 in Sèvres), Baron de l’empire, war ein französischer Militärtopograph und Landschaftsmaler. Als Leiter der Kartographieeinheit der französischen Armee und Mitglied im Generalstab begleitete er Napoleon Bonaparte auf allen seinen Feldzügen durch Europa. Er schuf großdimensionierte Kartenwerke mit hoher Genauigkeit, auf deren Grundlage die Truppenbewegungen dargestellt und geplant wurden. Als Künstler schuf er über 500 Bildwerke mit  idyllischen Landschaftsansichten oder heroisierenden Schlachtendarstellungen.

## Leben

### Familie
Louis Albert Guislain Bacler d’Albe wurde am 21. Oktober 1761 in Saint-Pol-sur-Ternoise in Frankreich geboren. Seine Eltern waren Philippe Albert Hector Bacler, Quartier- und Schatzmeister im Regiment Toul und Cécile Anne Delattre. Er war verheiratet mit Marie Marthe Alexandrine Godin und hatte drei Kinder: Joseph-Albert (* 1789), Alexandrine-Julie-Joséphine (* ca. 1790) und Louis-Marc (* 1805).

### Frühe Jahre

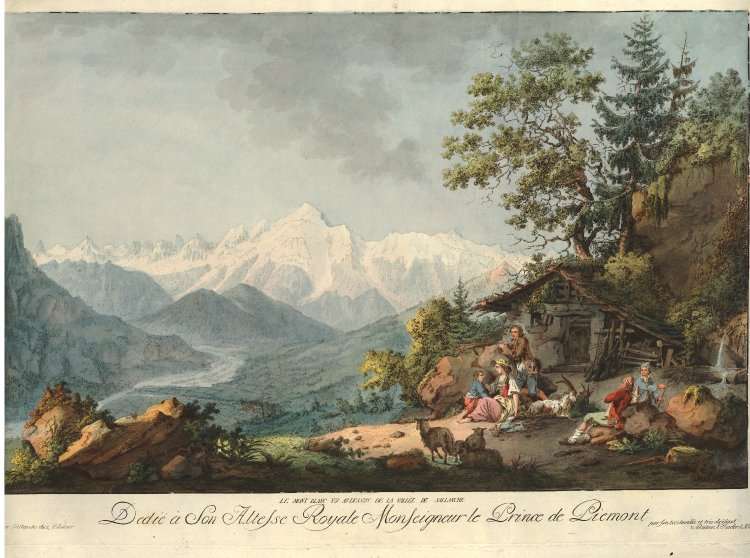
Le Mont Blanc vue au dessus de la Vallée de Sallanche. (Der Mont Blanc gesehen durch das Tal von Sallanches.) Kolorierter Kupferstich, ca. 1785

Bacler verbrachte seine Kindheit in Saint-Pol-sur-Ternoise, Straßburg und Grenoble. Sein Vater war ein alter Artillerieoffizier, der ihn früh zum Studium der mathematischen Wissenschaften und der Schönen Künste anleitete. Als der Vater 1772 vom Militär pensioniert wurde, trat dieser eine neue Stelle als Postmeister in Amiens an. An der dortigen Schule erhielt Bacler eine gute Ausbildung mit den Lehrern Jacques Delille und Nicolas-Joseph Sélis (1737–1802). Mit 15 Jahren arbeitete Bacler als Angestellter im Hauptpostamt. In den folgenden Jahren vertrat er oft seinen kränkelnden Vater. Doch statt eine Karriere als Gelehrter oder als Nachfolger seines Vaters zu machen, fühlte er sich stark von den Schönen Künsten angezogen. Mit 20 Jahren gab er deshalb seine Arbeit bei der Post auf und begann zu reisen. Sein Weg führte ihn durch  Frankreich, die Schweiz und Italien. Die Alpen faszinierten ihn besonders. Er erstellte zahlreiche Gemälde und Kupferstiche von Landschaftsansichten und beschäftigte sich mit Geographie. Nach seiner Heirat mit Marie ließ er sich ab 1785 für sieben Jahre in Sallanches am Mont Blanc nieder. Von dort aus konnte er für ihn interessante Orte erreichen, ohne weit reisen zu müssen.

### Militärische Karriere

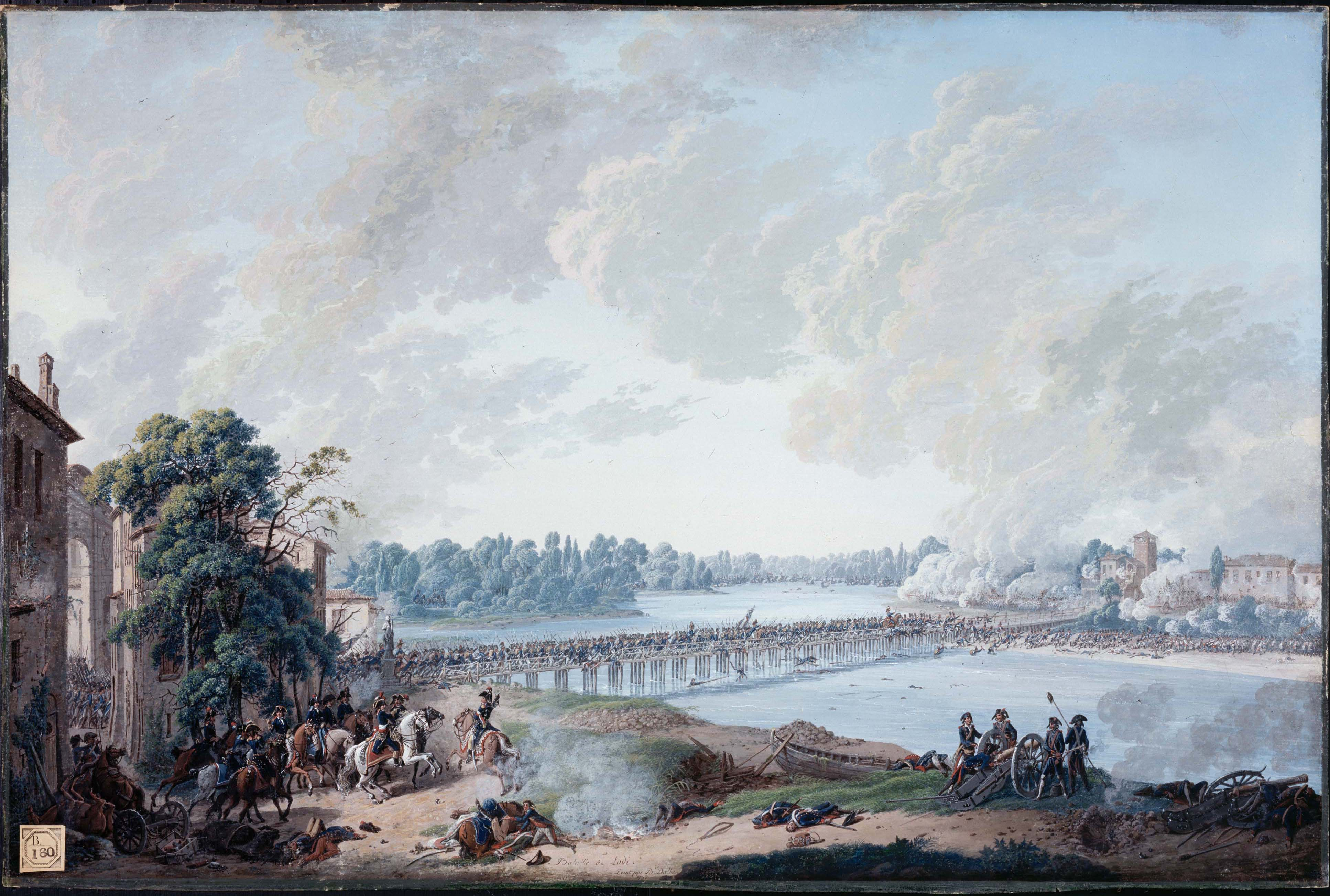
Passage du pont de Lodi par l'Armée française, 10 mai 1796. Louis Albert Bacler, Aquarell von 1797

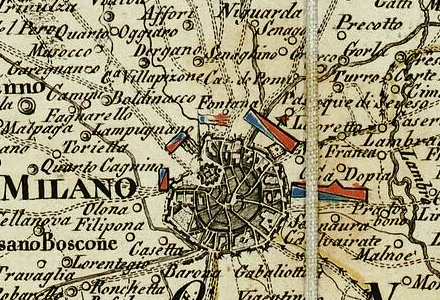
Mailand in einem Ausschnitt der Italien-Karte von L. A. Bacler d’Albe 1798

Die französische Revolution und die folgenden Revolutionskriege veränderten auch sein Leben. Beeinflusst von den revolutionären Ideen gab er seine  Lieblingsbeschäftigung auf und trat am 1. Mai 1793 als Freiwilliger in das 2. Bataillon von Ariege ein. Im selben Jahr nahm an der Belagerung von Toulon und Lyon teil und stieg bis zum Capitaine der Artillerie auf. Sein Kommandant war Napoleon Bonaparte, der bald auf seine besonderen Fähigkeiten aufmerksam wurde. Er setzte Bacler als Zeichner ein, zuständig für die kartographische Darstellung der Geländeaufklärung. Mit dieser Kernaufgabe wurde Bacler für fast zwei Jahrzehnte lang einer der engsten Mitarbeiter und Vertrauten Napoleons.
1794 wurde er mit der Aufklärung der Küstenregionen zwischen Nizza und Savona und später der weiteren östlichen Riviera betraut. Als Napoleon im März 1796 in Nizza das Kommando der Italienarmee übernahm, berief dieser Bacler in seinen Generalstab und ernannte ihn zum Direktor der Topographieeinheit. Während des folgenden Italienfeldzugs führte Bacler die für die Kriegsführung benötigte Kartografierung von Norditalien durch.
General Desaix beschrieb ihn in dieser Zeit als einen kleinen dunklen Mann, gut aussehend, angenehm, perfekt ausgebildet, enorm talentiert und ein guter Zeichner.
Nach erfolgreichem Feldzug wurde Bacler der Leiter des topographischen Büros der Cisalpinischen Republik in Mailand. Der Mangel an guten Karten veranlasste ihn eine Italien-Karte zu erstellen. Dazu nutzte er die während des Krieges gemachten Vermessungen und weitere Daten, die ihm durch das französische Militärarchiv zugänglich waren. In den folgenden fünf Jahren erstellte er diese Karte die aus 30 aneinanderfügbaren Blättern mit einheitlichem Maßstab besteht und auf rund 3 mal 3 Metern neben Ober- und Mittelitalien auch Dalmatien, die Schweiz, Teile von Süddeutschland, und Teile von Frankreich darstellt. Er widmete sich auch wieder der Malerei. Es entstanden eine Reihe von Schlachtenbildern die detailreich die Höhepunkte des Italienfeldzuges beschreiben.

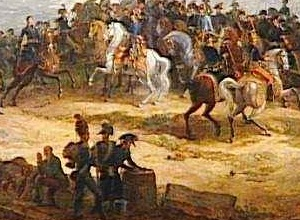
Schlacht von Arcole, L.A. Bacler d’Albe 1797–99. Der Ausschnitt zeigt Napoleon zu Pferd in Heldenpose von der Sonne angestrahlt und Bacler im Schatten im Vordergrund auf einem Fass schreibend.

1798 bereitete Napoleon im Geheimen die Ägypten-Expedition vor. Er schrieb an Bacler um ihn für das Unternehmen anzuwerben. Baclers Frau jedoch unterschlug diesen Brief und so verpasste Bacler das einzige Mal einen Feldzug Napoleons.
Im April 1799 wurde Mailand von den Österreichern eingenommen. Einige der Kupferplatten der Italien-Karte wurden dabei geplündert. Die Österreicher boten Bacler an, die Platten zurückkaufen zu können. Als dieser aber das geforderte Geld nicht aufbringen konnte, drohte man ihm mit Schuldhaft. Bacler wandte sich an Napoleon und bat ihn, ihm das nötige Geld zu geben für die 10 Jahre treue Dienste, die er bisher geleistet hatte und für sein Bild von der Schlacht von Arcole. Napoleon kaufte ihm das Gemälde ab. So rettete Bacler seine Platten und sein imposantes Schlachtengemälde (3,57 m breit und 1,91 m hoch) hängt heute im Schloss von Versailles.
Von Mailand ging er nach Paris. Dort arbeitete er im Rang eines Lieutenant-colonel als Geographieingenieur im Französischen Kriegsdepot. Er vervollständigte   seine Italien-Karte und ergänzte sie später noch um ein zweites Kartenwerk zu Süditalien, Sizilien und Malta. Nach Abschluss dieser Arbeiten begann er 1802 eine Monatsschrift aufzulegen, die Ménales pittoresques et historiques des paysagistes für die er Kupferstiche von Werken anderer Landschaftsmaler erstellte und zusammen mit deren Biografien veröffentlichte. Nach Abschluss des ersten Bandes musste der das Projekt jedoch einstellen, weil er wieder in den Krieg zog.
Bacler nahm 1806, 1807 und 1808 an den Feldzügen Napoleons in Spanien teil. Baclers Büro war der Ausgangspunkt für alle vorbereitenden Kriegsplanungen. Vor den Feldzügen studierte Napoleon zusammen mit ihm die Karten im Topographiebüro. Eine Anekdote besagt, dass die Karten manchmal so groß waren, dass beide ausgestreckt auf dem Tisch liegend mit ihnen arbeiteten. Dabei kam es vor, dass sie gelegentlich mit den Köpfen aneinanderstießen.
In seiner Stellung als Chef des Topographiebüros war Bacler während der Feldzüge täglich an allen Planungen beteiligt und ständig in direktem Kontakt mit dem Feldherrn. „Ruft mir den d’Albe“ war ein zu jeder Tages- und Nachtzeit zu hörender Befehl, wenn Napoleon sich einen kartographischen Überblick verschaffen wollte. Zu den regelmäßigen Ereignissen gehörte es, dass gewöhnlich um ein oder zwei Uhr in der Nacht die Geländeaufklärer im Hauptquartier eintrafen um ihre Meldungen zu bringen. Dazu bereitete Bacler einen großen Tisch vor auf dem er die beste Karte des jeweiligen Kriegsschauplatzes auslegte. Die von 20 bis 30 Kerzen beleuchtete Karte richtete er sorgfältig nach Kompass aus. Flüsse, Berge und Grenzen zeichnete er farbig ein und mit bunten Fähnchen auf Stecknadeln markierte er die Standorte der eigenen und der gegnerischen Truppen.